# 1555 w literaturze
Wydarzenia literackie w 1555 roku.

## Nowe książki
- polskie
  - Marcin Kromer – De origine et rebus gestis Polonorum libri XXX

## Urodzili się
- François de Malherbe, francuski poeta (zm. 1628)